# Tiểu văn hóa heavy metal

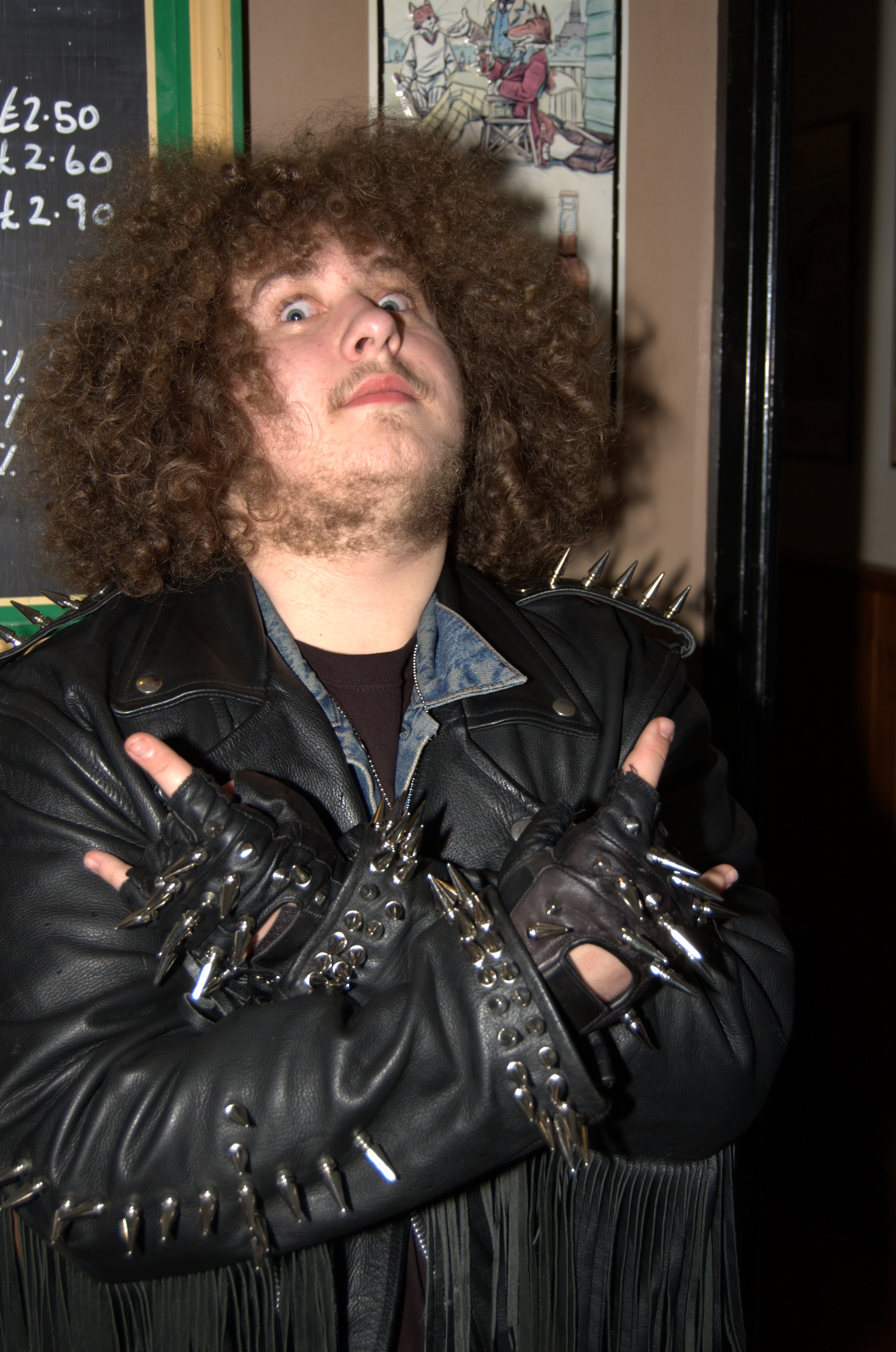
Một fan hâm mộ heavy metal mặc bộ quần áo có kim loại và các ngón tay thể hiện ký hiệu Sign of the horns.

Những người hâm mộ dòng nhạc heavy metal đã tạo ra một dạng văn hóa riêng của nhóm, nó không chỉ dừng lại ở sự nhận thức sâu sắc về thể loại nhạc này. Những người hâm mộ khẳng định tư cách hội viên của họ trong thế giới riêng này bằng cách tham gia các buổi trình diễn nhạc metal, mua các album, để tóc dài, và gần đây nhất là tích cực tham gia vào các website thể loại nhạc metal.

## Tên gọi
Những người hâm mộ heavy metal được gọi bằng rất nhiều tên khác nhau thay đổi tùy theo thời gian và vị trí địa lý, như: Metalhead, Headbanger, Hessian và Thrasher. Không có một từ duy nhất nào được dùng để làm đại diện thay thế cho kiểu văn hóa này.

## Nét văn hóa
Các fan của heavy metal đã tạo ra một dạng "văn hóa của sự tha hóa" với các tiêu chuẩn riêng để đạt được tính xác thực trong cộng đồng. Trong cuốn sách Heavy Metal: The Music And Its Culture của Deena Weinstein cho rằng heavy metal "đã tồn tại lâu hơn các thể loại nhạc rock khác" là do sự phát triển rất cao của "tiểu văn hóa đi kèm với thể loại nhạc này". Những người hâm mộ heavy metal đã thành lập một "cộng đồng các thanh niên bị loại trừ", tức là những người bị phân biệt và chịu thiệt thòi bởi những lối sống xã hội chính thống. Heavy metal đã phát triển một cộng đồng nam giới mạnh mẽ với những giá trị, quy tắc và hành vi chung. Một kiểu "quy tắc xác thực" là nòng cốt của tiểu văn hóa heavy metal, quy tắc này đòi hỏi các ban nhạc phải thờ ơ với những đề nghị về thương mại hay những giải thưởng, và cũng phải biết từ chối chuyện "sell out". Quy tắc này cũng bao gồm cả "sự đối lập với chính quyền sở tại và tách biệt khỏi những kỳ dư của xã hội". Những người hâm mộ mong đợi người chơi nhạc metal "phải hết lòng với âm nhạc và trung thành sâu sắc với nét văn hóa của thanh niên đang phát triển xung quanh họ"; một nghệ sĩ biểu diễn nhạc metal phải là "một đại diện lý tưởng cho tiểu văn hóa heavy metal".
Các thính giả của heavy metal chủ yếu là nam giới, da trắng, thuộc tầng lớp trung/hạ lưu với những đặc điểm về hình thức bên ngoài như cách ăn mặc, diện mạo, và hành vi. Hoạt động của nhóm bao gồm việc tham dự các buổi biểu diễn, mua album, và gần đây nhất là đóng góp vào các trang web nhạc metal. Tham dự những buổi hòa nhạc để khẳng định tình đoàn kết của các thành viên, vì nó là một trong những hoạt động nghi thức mà những người hâm mộ tôn vinh thể loại âm nhạc của họ. Các tạp chí metal giúp đỡ các thành viên kết nối với nhau, tìm kiếm thông tin và đánh giá của các ban nhạc và album. Họ có thể nhận ra nhau bởi kiểu tóc dài, áo jacket da hay những miếng dán hình ban nhạc theo kiểu thời trang heavy metal. Tuy nhiên, không phải tất cả các fan của metal đều thể hiện phong cách bên ngoài.

### Gạn đục khơi trong
Thuật ngữ "poseur" (hoặc "poser") là một từ khinh miệt dùng để chỉ những người luôn "giả vờ để bám theo những metalhead nhưng thực chất thì hắn chả biết cái quái gì về metal". Trong một tài liệu năm 1993 về nét văn hóa của người hâm mộ heavy metal, tác giả đã nhấn mạnh, trong trường hợp phân loại vài thành viên là "poseur", có nghĩa là những nhạc sĩ hoặc những người hâm mộ đó đã giả dạng để trở thành một phần của tiểu văn hóa nhưng lại thiếu tính xác thực và chân thành. Năm 1996 trong cuốn sách Metalheads: Heavy Metal Music and Adolescent Alienation, Jeffrey Arnett đã lập luận rằng, tiểu văn hóa heavy metal đã phân loại các thành viên thành hai loại: một loại được chấp nhận như là metalhead chính hiệu, còn một loại là bọn giả tạo (fake) bị loại bỏ, tức là loại "poseur".
Từ thập kỷ trước, những người hâm mộ heavy metal đã bắt đầu sử dụng thuật ngữ "sell out" để ám chỉ các ban nhạc cho phát nhạc heavy metal của họ trên làn sóng radio như là một kiểu "nhạc rock thân thiện". Thuật ngữ này dùng để chỉ một người nào đó đã không thực hiện một cách trung thực các quy định khắt khe hoặc những quan điểm và lối sống đã được khẳng định và phê chuẩn. Những ban nhạc heavy metal bị gán cho danh hiệu "sell out" là những ban nhạc đã "đáp ứng được yêu cầu chính thống về những khía cạnh hữu hình (như âm thanh, hình ảnh) nhưng không đóng góp vào hệ thống niềm tin cơ bản".
Theo bài viết Lịch sử thời đầu của Metallica giải thích rằng khi Metallica đang cố gắng khẳng định vị trí của mình trong làng metal Los Angeles vào đầu thập niên 1980, thì tình trạng hard rock Mỹ lúc đó chủ yếu bị chi phối mạnh bởi các ban bóng bẩy ẻo lả như Styx, Journey và REO Speedwagon. Điều này làm cho Metallica gặp khó khăn trong việc chơi thứ nhạc heavy metal của họ và giành lấy cảm tình của khán giả ở vùng đất này, nơi mà chỉ toàn bọn poseur thống trị và bất cứ thứ nhạc nào nhanh và nặng đều bị từ chối. Trong bài phỏng vấn thành viên trụ cột của ban Ritual Carnage là Damian Montgomery năm 1999 do David Rocher thực hiện, David đã khen ngợi Montgomery như là loại đàn ông hấp dẫn, chân thật, không màu mè hoa lá cành, không poseur, là một metalhead chân chính trong lối sống mà anh ta theo đuổi và thực hiện một cách không nghi ngại.
Vào năm 2002, bậc thầy metal Josh Wood tuyên bố rằng "sự tín nhiệm của heavy metal" ở Bắc Mỹ đang dần bị tàn phá bởi những thứ nhạc hạ đẳng chuyên làm nhạc nền cho phim kinh dị, cho những trận đấu vật, là thứ tồi tệ nhất trên đời, đó là những nhóm nhạc "Mall Core" kiểu như Limp Bizkit. Wood cũng cho rằng "con đường dẫn đến thánh địa metal đầy trắc trở và lúc nhúc những bọn poseur." Trong một bài viết về thủ lĩnh của dòng metal/hard rock Axl Rose với tựa đề Ex–‘White-Boy Poseur (Cựu nhóc tì poseur da trắng), Rose đã thừa nhận anh đã từng suy ngẫm về tình hình heavy metal trong vài thập kỷ vừa qua. Anh ta nhấn mạnh rằng "Chúng tôi đã nghĩ là chúng tôi rất cực đoan... [cho đến khi] ban nhạc rap N.W.A. ra đời để hát về thế giới này, nơi mà bạn ra khỏi nhà và bạn lãnh đạn." Về điểm này, Rose cho rằng "rõ ràng chúng tôi chỉ là những thằng nhóc poseur da trắng ngu ngốc".
Các ban nhạc chơi thể loại Christian metal thường bị chỉ trích rất mạnh trong thế giới metal; khi sự thể hiện đức tin và lòng trung thành đối với nhà thờ Thiên Chúa giáo lại trở thành kim chỉ nam cho một thể loại extreme metal, vì vậy, các ban này bị gán nhãn "poser" và bị coi như là trái nghịch với mục đích của nhạc metal. Một số đề nghị không nên lôi các vấn đề về niềm tin cá nhân vào các tôn giáo cánh hữu (right-hand path) vào trong metal, và cũng không nên khuyến khích cái thể loại này. Một số nhỏ các ban nhạc Black metal Na Uy đã đe dọa sử dụng bạo lực (trong vài trường hợp hiếm hoi họ đã thể hiện điều này) để dạy cho những nghệ sĩ Christian metal một bài học bằng các vụ đốt nhà thờ trong suốt thập kỷ 1990 ở Scandinavia.

## Phương diện xã hội
Người hâm mộ nhạc metal có kiểu nhảy múa riêng biệt, đó là khả năng Mosh hay headbang, là một kiểu giật lắc cái đầu theo điệu nhạc.
Các fan heavy metal cũng thường dùng ngón tay út và trỏ để làm thành biểu tượng hai cái sừng, được gọi bằng sign of the horns hoặc devil's horns.

## Trang phục

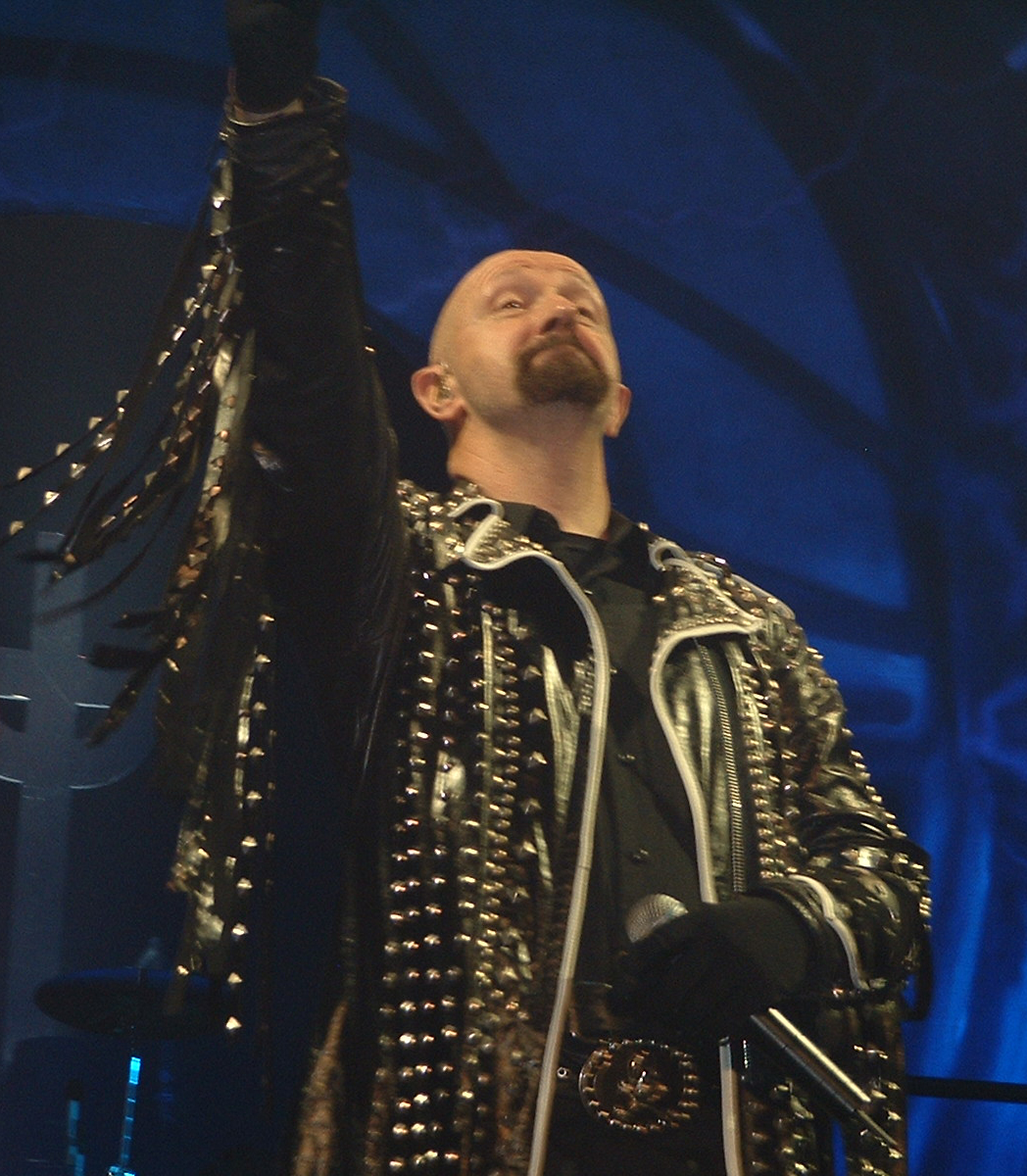
Rob Halford của ban Judas Priest đang mặc áo jacket khuy rời.

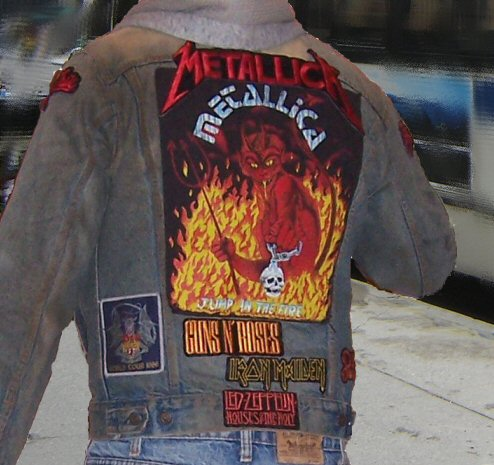
Một fan heavy metal mặc áo jean với các miếng đắp là hình và artwork của ban nhạc.

Một khía cạnh khác của văn hóa heavy metal là thời trang. Cũng giống như nhạc heavy metal, thời trang heavy metal cũng thay đổi qua các thập kỷ tuy nhiên vẫn giữ được những yếu tố nòng cốt. Thời trang heavy metal ở khoảng cuối thập niên 1970 đến 1980 là quần jean hoặc khaki ôm, giày bốt chuyên dùng cho người lái xe mô tô và áo sơ mi đen, kèm theo một áo choàng không tay bằng vải jean hoặc bằng da có đính các miếng đắp bằng vải hoặc các mề đay có in hình của các ban nhạc heavy metal.
Khoảng giữa những năm 2000, một sự phục hưng của các khán giả trẻ trở nên quan tâm đến thứ nhạc metal của thập kỷ 1980, với sự gia tăng số lượng các ban nhạc mới vẫn giữ những ý tưởng thời trang theo kiểu những năm 1980 trong cách ăn mặc. Một số trong đám thính giả này là giới trẻ, những gã hippie thành thị đã từng thầm ngưỡng mộ nhạc metal.

## Các biến thể quốc tế
Heavy metal được phát triển lần đầu tiên ở nước Anh, cho đến những năm 2000 có thể thấy số lượng người hâm mộ có mặt khắp thế giới. Ngay cả ở một số nước Hồi giáo chính thống của thế giới Ả Rập vẫn tồn tại một mức thấp văn hóa heavy metal, mặc dù các nhà chức trách tư pháp và tôn giáo không bao giờ chấp nhận nó. Năm 2003, hơn một tá người hâm mộ và thành viên các ban nhạc metal ở Maroc đã bị cầm tù vì tội "phá hoại niềm tin Hồi giáo."

## Dẫn chứng
1. ↑  Heavy Metal: The Music And Its Culture, Revised Edition by Deena Weinstein Da Capo Press; Revised edition (ngày 4 tháng 4 năm 2000) 
ISBN 0306809702 ISBN 978-0306809705. Page 294
2. ↑  "metalhead a fan or performer of heavy metal". Truy cập ngày 25 tháng 9 năm 2015.
3. ↑  "headbanger a musician who performs hard rock also: a fan of hard rock". Truy cập ngày 25 tháng 9 năm 2015.
4. ↑  "ヘシアン.org". Bản gốc lưu trữ ngày 7 tháng 3 năm 2011. Truy cập ngày 25 tháng 9 năm 2015.
5. ↑  "Cleveland". Bản gốc lưu trữ ngày 10 tháng 11 năm 2007. Truy cập ngày 25 tháng 9 năm 2015.{{Chú thích web}}:  Quản lý CS1: bot: trạng thái URL ban đầu không rõ (liên kết)
6. ↑  "Three profiles of heavy metal fans: A taste for sensation and a subculture of alienation." In Journal Qualitative Sociology. Publisher Springer Netherlands. ISSN 0162-0436 (Print) 1573-7837 (Online). Issue Volume 16, Number 4 / December, 1993. Pages 423-443
7. 1 2 3 4  Heavy Metal: The Music And Its Culture, Revised Edition by Deena Weinstein Da Capo Press; Revised edition (ngày 4 tháng 4 năm 2000) 
ISBN 0306809702 ISBN 978-0306809705
8. 1 2  Heavy Metal: The Music And Its Culture, Revised Edition by Deena Weinstein Da Capo Press; Revised edition (ngày 4 tháng 4 năm 2000) ISBN 0306809702 ISBN 978-0306809705
9. ↑  "Bản sao đã lưu trữ". Bản gốc lưu trữ ngày 25 tháng 6 năm 2010. Truy cập ngày 13 tháng 3 năm 2011.
10. ↑  "Three profiles of heavy metal fans: A taste for sensation and a subculture of alienation." In Journal Qualitative Sociology. Publisher Springer Netherlands. ISSN 0162-0436 (Print) 1573-7837 (Online). Issue Volume 16, Number 4 / December, 1993.
Pages 423-443.
11. ↑  Metalheads: Heavy Metal Music and Adolescent Alienation - by Jeffrey Jensen Arnett - 1996 - Music - 196 pages.
12. ↑  "Death Metal Underground: Death Metal and Black Metal". Bản gốc lưu trữ ngày 23 tháng 12 năm 2008. Truy cập ngày 25 tháng 9 năm 2015.
13. ↑  Ron Quintana's article on "Metallica['s] Early History", first published in Thrash Metal, USA
http://www.artistwd.com/joyzine/music/metallica/history.php Lưu trữ ngày 7 tháng 7 năm 2011 tại Wayback Machine
14. ↑  "CoC: Ritual Carnage: Interview: 2/13/1999". Truy cập ngày 25 tháng 9 năm 2015.
15. ↑  Christine Leonard's FfwdWeekly Music column. Thursday, ngày 7 tháng 11 năm 2002
http://www.ffwdweekly.com/Issues/2002/1107/mus1.htm Lưu trữ ngày 13 tháng 2 năm 2012 tại Wayback Machine
16. ↑  "Ex��White-Boy Poseur'". NYMag.com. Truy cập ngày 25 tháng 9 năm 2015. {{Chú thích web}}: replacement character trong |tiêu đề= tại ký tự số 3 (trợ giúp)
17. 1 2  Khan-Harris, Keith. Extreme Metal: Music and Culture on the Edge. Oxford: Berg, 2006. ISBN 9781845203993
18. ↑  Norsk Black Metal (2003). Norwegian Broadcasting Corporation.
19. ↑  Grude, Torstein (1998). Satan Rides The Media.
20. ↑  "Hard-Core Threat to Health: Moshing at Rock Concerts". Truy cập ngày 25 tháng 9 năm 2015.
21. ↑  http://encarta.msn.com/dictionary_1861616918/headbang.html Lưu trữ ngày 23 tháng 4 năm 2010 tại Wayback Machine encarta defintion of headbanging
22. ↑  "The Devil's Horns: A Rock And Roll Symbol". Bản gốc lưu trữ ngày 22 tháng 2 năm 2014. Truy cập ngày 25 tháng 9 năm 2015.
23. ↑  "Heavy metal for hipsters". Slate Magazine. Truy cập ngày 25 tháng 9 năm 2015.
24. ↑  http://www.guardian.co.uk